# Claude Bréghot du Lut
Claude Bréghot du Lut, né le  11 octobre 1784 à Beynost et mort le 30 novembre 1849 à Lyon, est un avocat et littérateur français.

## Biographie
Fils d'Antoine Joseph Bréghot du Lut (1735 - 1812) et de Suzanne Péricaud (1761 - 1831), il fut, comme son père, conseiller municipal de Beynost. Il se maria avec Sophie Falsan (1796 - 1824), fille de Claude François Falsan.
Il est le fondateur des Archives historiques et statistiques du Rhône et en 1807 de la Société littéraire de Lyon. Membre de l'Académie des sciences, belles-lettres et arts de Lyon, il en a été le président. 
Il est enterré (avec ses parents, dans le caveau familial) à Beynost.

## Œuvres
Il a édité plusieurs ouvrages, sous pseudonyme Isidore Fortis ou sous son nom, utilisant alors généralement ses initiales. Parmi ses publications : 
- Claude Bréghot du Lut, Œuvres de Louise Labé lyonnaise, 1824 (lire en ligne) ;
- Claude Bréghot du Lut et Antoine Péricaud, Biographie lyonnaise : catalogue des lyonnais dignes de mémoire (lire en ligne) ;
- Claude Bréghot du Lut, Dictionnaire des rues, places, passages, quais... de la ville de Lyon, 1838 (lire en ligne).

Bon helléniste, il a traduit des fragments de la poétesse Sappho pour l'œuvre, l'Anacréon polyglotte, de son collègue à l'Académie M. Montfalcon.   